# Mbarara (district)
Le district de Mbarara est un district du sud-ouest de l'Ouganda. Sa capitale est Mbarara.

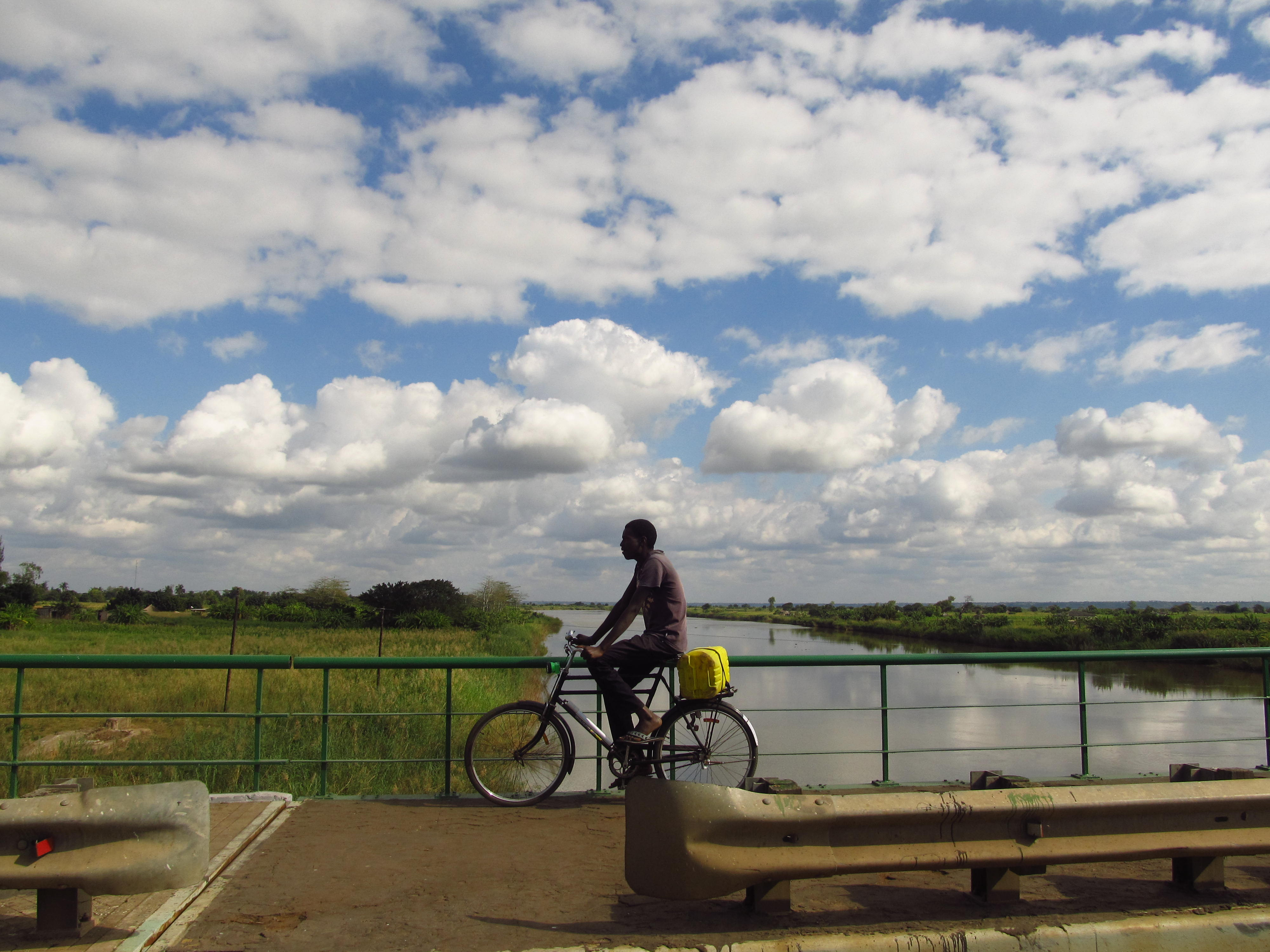
À bicyclette dans le district en 2013.